# پیتر شوت (نویسنده)
پیتر شوت (به آلمانی: Peter Schütt) (متولد ۱۰ دسامبر ۱۹۳۹، هموور)، نویسنده، فیلسوف، شاعر، گزارشگر و سیاستمدار آلمانی‌ست. او ابتدا کمونیست بود، اما در سال ۱۹۹۰، اسلام آورد و مذهب شیعه را پذیرفت.

## زندگی
او در سال ۱۹۶۷ با درجه دکترای فلسفه از دانشگاه فارغ‌التحصیل شد. وی از بنیانگذاران حزب کمونیست آلمان است. تمام آثار او در خدمت ایدئولوژی کمونیسم بوده، به گونه‌ای که برخی رسانه های آلمانی او را «شاعر درباری» حزب می خواندند. او در سال ۱۹۸۸ از حزب بیرون آمد و با نوشتن کتاب و مقاله‌های انتقادی، از گذشته‌اش فاصله گرفت. در سال ۱۹۸۷ با زنی ایرانی ازدواج کرد و در سال ۱۹۹۰ به دین اسلام و مذهب شیعه گروید و در سال ۱۹۹۶ به حج رفت. شوت در مقاله ای در روزنامه دی ولت روز دهم سپتامبر، علت مسلمان شدن خود را نوشته‌است.